# Hussam-ad-Din Muhanna
Hussam-ad-Din Muhanna fou senyor de Tadmur i amir al-arab (cap dels beduïns) del Soldanat Mameluc a Síria. Va succeir al seu pare Issa ibn Muhanna quan va morir el maig de 1284.
Va exercir com a cap dels beduïns uns nou anys fins que fou arrestat a Homs per orde del sultà mameluc el 1093 junt amb dos germans, Muhàmmad i Fadl, i un fill, Mussa. Tots foren empresonats al Caire. El 1295 Hussam-ad-Din fou restituït com amir al-arab.
Després va estar enfrontat a An-Nàssir Muhàmmad (1299-1309 i 1309-1340) i va fer diverses aliances amb els mongols il-kànides (1312, 1316 i 1320). Això li va valer una persecució ferotge per part d'altres beduïns i del governador mameluc de Damasc. El 1323 quan mamelucs i il-kànides van acordar la pau, va poder tornar a Síria.
A la seva mort en data desconeguda, la seva família va conservar el títol d'amir al-arab que van mantenir fins al 1474.